# Dalapon
Le dalapon est un herbicide. Son utilisation n'est plus autorisée en France.

## Réglementation
L’autorisation de mise sur le marché des produits phytopharmaceutiques contenant du dalapon est retirée à compter du 15 juillet 2002.